# Hapalomys
Hapalomys es un género de roedores miomorfos de la familia Muridae. Son endémicos del Sudeste Asiático continental.

## Especies
Se reconocen las siguientes:
- Hapalomys delacouri Thomas, 1927
- Hapalomys longicaudatus Blyth, 1859
- Hapalomys suntsovi Abramov, Balakirev, & Rozhnov, 2017[2]